# Miesitz
Miesitz település Németországban, azon belül Türingiában. Lakosainak száma 274 fő (2023. december 31.).

## Népesség
A település népességének változása:
| Lakosok száma | 293  | 291  | 278  | 269  | 273  | 274  |
|               | 2014 | 2017 | 2019 | 2021 | 2022 | 2023 |